# Моноблок
Моноблок (грец. Μονος — один) — тип техніки, що поєднує кілька пристроїв в одному корпусі, застосовується для зменшення займаної обладнанням площі, спрощення збірки кінцевим користувачем, надання естетичного вигляду.

## Приклади застосування
- Радіола — об'єднує в одному корпусі радіоприймач і електрофон.
- «Відеодвійки» — гібрид телевізора і програвача. До появи плазмових панелей і DVD-програвачів це були ЕПТ телевізори з вбудованим відеомагнітофоном.
- Багатофункціональний пристрій (БФУ) — пристрій, що об'єднує в собі копіювальний апарат, принтер і сканер. Іноді до цих функцій додають факс, модем і телефон.
- В холодильних пристроях — виконані у вигляді єдиного блоку, об'єднуючого компресорно-конденсаторний агрегат і повітроохолоджувач. Тобто це єдина «непорушна» система, яка встановлюється на бічній панелі холодильної камери. Розміщується моноблок на стінці холодильної камери таким чином, що повітроохолоджувач знаходиться всередині камери, а компресорно-конденсаторний блок — зовні.
- В аудіотехніці під моноблоком розуміють одноканальний підсилювач.
- Конвертери-моноблоки — застосовуються в супутниковому обладнанні, вони дозволяють ловити сигнал декількох супутників.
- Моноблоки в студійному освітленні — найпоширеніший вид імпульсних спалахів. У корпусі спалаху знаходяться лампи, електричні схеми, система охолодження і регулювання управління.
- Корпус телефону — моноблок (класичний) найпростіший і досить зручний тип корпусу. Є одним з найнадійніших і найбезпечніших.

### Моноблоки в комп'ютерних технологіях
Сьогодні моноблоки (англ. All-in-one PC) представляють собою РК-монітор, ззаду якого знаходиться системний блок. У 70-х — 80-х роках минулого століття клавіатура також часто була в моноблоці, а системний блок знаходився нижче монітора.
Застосування моноблоків в комп'ютерних технологіях практикується вже давно, хороші приклади — це комп'ютер Apple II, випускався в форматі «друкарська машинка», Apple Macintosh об'єднував в собі системний блок і монітор, і комп'ютер IBM PC 5150. Інтерес до моноблоків майже пропав до появи РК моніторів, малі розміри екрану і можливість компактно з'єднувати продуктивну обчислювальну техніку дозволили проводити моноблочні комп'ютери .
Переваги — гарна компактність, зменшення кількості проводів, простота установки, естетичність.
Недоліки — ціна вища, ніж у звичайного персонального комп'ютера з такими ж параметрами, немає можливості модернізації або вона трудомістка, немає можливості швидкої заміни зламаних елементів. 

### Компанії, які виготовляють моноблоки
- Acer

- Apple

- Asus

- Hewlett-Packard

- Prestigio

- Sony

- MSI

- Dell

- Lenovo

- ICL

- Samsung